# Pierre Blet
Pierre Blet, SJ (Thaon, Calvados, 1918. november 18. – Róma, 2009. november 29.) francia jezsuita szerzetes, történész professzor.

## Élete
1937-ben lépett be a Jézus Társaságába (Societas Jesu). 1950-től a római Gregoriana Pápai Egyetem egyháztörténet professzora. 1958-ban szerzett doktorátust történelemből a párizsi Sorbonne-on, ezután Rómában, továbbra is a Pápai Gergely Egyetem egyháztörténeti tanszékén a modern kori történelem professzora. 1965 és 1995 között a diplomáciatörténetet tanított a Pápai Egyházi Akadémián (Pontifica Accademia Ecclesiastica). Szakértője az egyház és állam XVII. századi kapcsolatainak. Kutatásaival jelentősen hozzájárult a Szentszék diplomáciájának megismertetéséhez.
91 éves korában, 2009. november 29-én halt meg szívroham következtében, a római Santo Spirito kórházban.

## Fő műve
Amikor XII. Piusz pápa 1958-ban meghalt, őt méltató és csodáló cikkek, tanulmányok sokasága jelent meg. Évekkel később megindult egy egyházellenes propaganda, ami szerint a Vatikán a második világháború alatt csendben asszisztált a tömeges deportálásokhoz és népirtáshoz. Ahhoz, hogy a valóságot megismerhessék, az eredeti dokumentumokat kezdték felkutatni. Ezért engedélyezte VI. Pál 1964-ben az érintett időszakra vonatkozó dokumentumok kiadását és publikálást. Ezeket Pierre Blet vezetésével történészek, tudós szerzetesek (Robert Graham, Angelo Martini, Burkhart Schneider) gyűjtötték össze és adták ki 12 hatalmas kötetben, 1965 és 1982 között. A dokumentum-sorozat címe: A Szentszék második világháborúval kapcsolatos okmányai és dokumentumai. Ez olyan mennyiségű adat, amivel sokan nem birkóznak még, még azok sem akik véleményt mondanak a katolikus egyház világháború alatti tevékenységéről, ezért Blet kiadott egy könyvet, a nagyközönség által is könnyen befogadható méretű, olvasmányos formában. Magyarországon XII. Piusz és a második világháború a Vatikán archívumai alapján címmel jelent meg az Új Ember Kiadónál, 2008-ban (eredetileg: Pie XII et la Seconde Guerre mondiale d'apres les archives du Vatican, 1997 Librairie Académique Perrin). Amikor Pierre Blet utolsó interjújában, amit az Avvenire című olasz napilapnak adott, XII. Piusz „hallgatásáról” kérdezték, hogy mit találnak a Vatikán és a pápa tevékenységéről, amikor megnyitják a Vatikáni Titkos Levéltárat, ezt válaszolta: „Azt találják, hogy semmit sem titkoltunk el.”

## Egyéb fontos művei
- A francia klérus és a monarchia 1615–1666
- A francia klérus, XIV. Lajos és a Szentszék 1695–1715
- A Nagy Század klérusának összejövetelei
- A Szentszék diplomáciai képviseletének története a kezdetektől a XIX. század hajnaláig
- Richelieu és az Egyház

Könyveit a Vatikáni Titkos Levéltár dokumentumai alapján írta meg, sokszor nagy vitákat kavarva.

## Magyarul megjelent művei
- XII. Piusz és a második világháború. A Vatikán archívumai alapján; ford. Rezsőfi Judit; Új Ember, Bp., 2003

## Vélemények Pierre Blet-ről
Az olasz Osservatore cím újságban így méltatták Pierre Blet történészi munkásságát: "Pierre Blet, mint történész figyelt a tények és események bonyolultságára, mint kutató, mindig gondosan megvizsgálta a levéltári dokumentumokat. Több mint 90 évet élt, de öreg korában is megőrizte szenvedélyes vitatkozó kedvét." (www.radiovaticana.org)
Pierre Blet katolikus szerzetesként az Egyházat szolgálta, de történészként mindig olyan tudós történészként dolgozott, aki kiegyensúlyozott, nem titkolja el a valóságot, és nem valamiféle részrehajló apologéta szerepet tölt be. Jól ismerete a vatikáni kormányzat és diplomácia működését, hiszen ő is ott élt évtizedekig. Meg volt győződve, hogy a dokumentumok és tények alapján, a nemzetközi helyzetet is elemezve kell véleményt mondani XII. Piusz pápa tevékenységéről, és a korrekt történelmi munkát nem szolgálják a nyilvános, szenzációhajhász viták. Hosszú kutatói munkássága során arra a következtetésre jutott, hogy a katolikus egyháznak nincs félnivalója a világháború alatti tevékenységének megítélésekor. (www.radiovaticana.org)